# Oswaldia eggeri
Oswaldia eggeri är en tvåvingeart som först beskrevs av Brauer och Julius Edler von Bergenstamm 1889.  Oswaldia eggeri ingår i släktet Oswaldia och familjen parasitflugor. Arten är reproducerande i Sverige. Inga underarter finns listade i Catalogue of Life.